# Mineral Springs (Caroline du Nord)
Mineral Springs est une ville américaine située dans le comté d'Union dans l'État de Caroline du Nord. En 2010, sa population était de 2 639 habitants.

## Démographie
| 2000  | 2010  | - | - | - | - |
| ----- | ----- | - | - | - | - |
| 1 370 | 2 639 | - | - | - | - |

## Source de la traduction
- (en) Cet article est partiellement ou en totalité issu de l’article de Wikipédia en anglais intitulé « Mineral Springs, North Carolina » (voir la liste des auteurs).